# Rosa kunmingensis
Rosa kunmingensis es una especie de planta del género Rosa, de la familia Rosaceae.

## Taxonomía
Rosa kunmingensis fue descrita por T. C. Ku en 1990.

## Distribución
Se encuentra en el territorio centro-sur de China.